# Elaious
Koordinaten: 40° 3′ N, 26° 11′ O
Elaious (altgriechisch Ἐλαιοῦς oder später Ἐλεοῦς; lateinisch Elaius oder Elaeus; deutsch auch Elaius, Eläus oder Eleus), die „Olivenstadt“, war in der Antike ein Ort am südlichen Eingang des Hellespont (Dardanellen), nahezu an der Südspitze der ursprünglich zu Thrakien gehörenden Halbinsel Chersones (heute Gallipoli). Nach dem antiken Geografen Skymnos wurde der Ort von Teos in Ionien aus gegründet.

Die wichtigsten Städte der Chersones waren Kardia, Paktya, Kallipolis, Alopekonnesos, Sestos, Madytus und Elaious. Die Halbinsel war berühmt für ihren Weizen. Sie profitierte auch von ihrer strategischen Lage an dem Haupthandelsweg zwischen Europa und Asien und der Möglichkeit, von hier aus den Schifffahrtsweg zur Krim zu kontrollieren. Später erhielt Elaious deshalb auch Kolonisten aus Athen, das hier einen befestigten Stützpunkt aufbaute.
In Elaious, wo ein mächtiger Felsen ins Meer hinausragt, befand sich angeblich die letzte Ruhestätte des griechischen Helden Protesilaos, von dem Homer erzählt, dass er im Trojanischen Krieg als Erster der Griechen den Fuß an das asiatische Gestade setzte, dafür aber – nach dem Willen der Götter – auch als Erster sein Leben lassen musste. Sein Grab auf der Troja gegenüberliegenden europäischen Küste in Elaious war von einem Kultbezirk umgeben und wurde zu einer Art von Pilgerstätte. Später beherbergte das Heroon einen reichen Schatz an Weihegaben und war von einer Siedlung umgeben. Der Ort stand in der Antike wechselweise unter athenischer, persischer, spartanischer und später auch makedonischer Herrschaft.
Während des Griechenland-Feldzuges (480–479 v. Chr.) des Großkönigs Xerxes war in Elaious zeitweilig das persische Hauptquartier. Während der persischen Herrschaft plünderte der Statthalter Artayktes die Kultstätte in Elaious. Der athenische Feldherr Xanthippos, der Vater des Perikles, ließ ihn dafür 478 v. Chr. gefangen nehmen und kreuzigen. Elaious gehörte dem ersten und ab 375 v. Chr. auch dem zweiten Attischen Seebund an.
Es ist eine Marmorstele aus dem Jahr 340 v. Chr. erhalten, auf der in ionischen Lettern eine Inschrift eingraviert ist, die beurkundet, dass die Athener der Bevölkerung von Elaious gewisse Privilegien (Eigentumsrechte und politische Rechte) verliehen und ihren Feldherr Chares damit beauftragten, über deren Einhaltung zu wachen. Elaious war zu dieser Zeit mit Athen verbündet.
Alexander der Große soll Elaious beim Aufbruch zu seinem Persien-Feldzug im Frühling 334 v. Chr. aufgesucht haben, um hier an der Protesilaos-Kultstätte in einer bewussten Geste der Nachahmung zu opfern, bevor er die Dardanellen überquerte und seinerseits als Erster den Fuß auf den Boden Asiens setzte.
Es wurden auch Münzen in Elaious geschlagen, von denen einige erhalten sind. Auf solchen Prägungen aus der Zeit des römischen Kaisers Commodus wurde das Protesilaos-Motiv verwandt: Die Münzen zeigen einen Krieger, der gerüstet am Bug eines Schiffes steht, bereit, als Erster an das feindliche Ufer zu springen.
Während des Ersten Weltkrieges besetzten französisch-britische Truppen einige Zeit Kap Helles und die Morto-Bucht (→Landung am Kap Helles). Dabei plünderten französische Soldaten auf dem Gelände des antiken Elaious. Fünf Sarkophage, Schmuckstücke, antike Keramik und andere Objekte wurden von der französischen Armee nach Paris gebracht und werden heute im Louvre ausgestellt. Die heftigen Kämpfe und die Bombardierungen, die folgten, zerstörten das Gelände um Elaious.